# 科祖利卡區

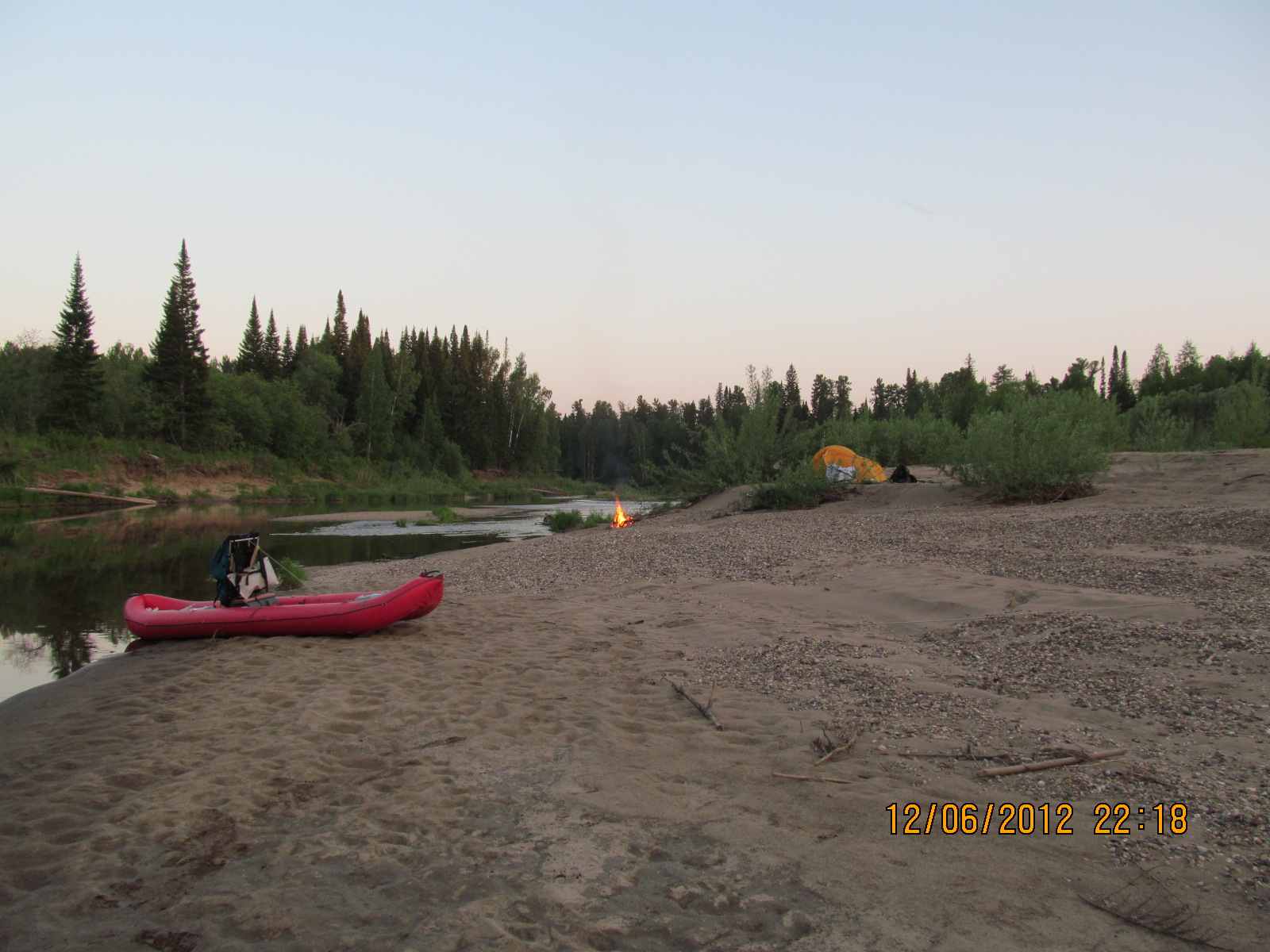

56°10′N 91°24′E / 56.167°N 91.400°E
科祖利卡區（俄语：Козульский район），是俄羅斯的一個區，位於該國中部，由克拉斯諾亞爾斯克邊疆區負責管轄，面積5,305平方公里，2010年人口16,689，人口密度每平方公里3.15人。